# Saint Vincent e Grenadine ai Giochi della XXXI Olimpiade
Saint Vincent e Grenadine ha partecipato ai Giochi della XXXI Olimpiade, che si sono svolti a Rio de Janeiro, Brasile, dal 5 al 21 agosto 2016, con una delegazione di quattro atleti impegnati in due discipline: atletica leggera e nuoto. Come nelle due edizioni precedenti, portabandiera alla cerimonia di apertura è stata la quattrocentista Kineke Alexander, alla sua terza Olimpiade.
Si è trattato dell'ottava partecipazione di questo paese ai Giochi estivi. Così come nelle precedenti edizioni, non sono state conquistate medaglie.